# Leidsevaart

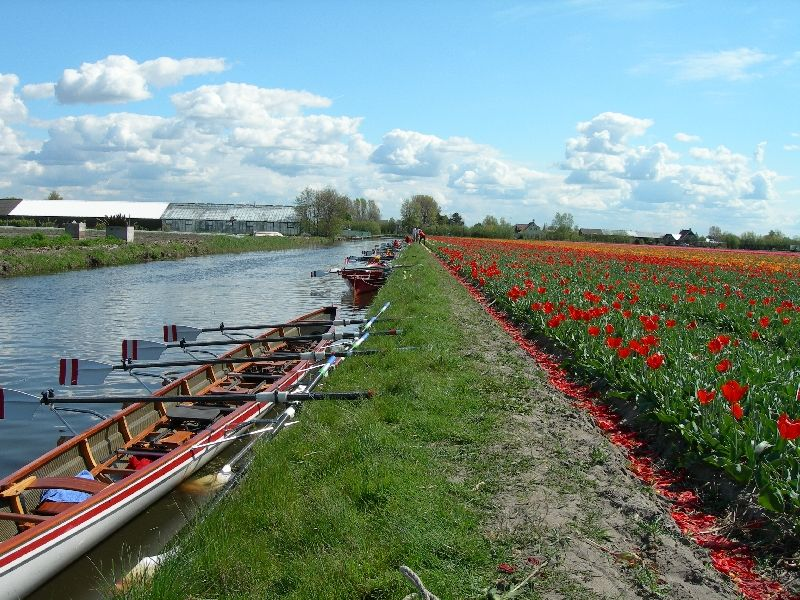
Leidsevaart w pobliżu Hillegom

Leidsevaart (znany także jako Leidse Trekvaart) – kanał pomiędzy miastami Haarlem i Lejda w Holandii. Został wykopany w 1657, co czyni go jednym z najstarszych kanałów w Holandii. Była to główna droga transportu między Haarlem i Leiden przez prawie dwa wieki. Po stworzeniu linii kolejowej Amsterdam-Rotterdam, kanał stracił na znaczeniu. Kanał przepływa przez Heemstede, Bloemendaal, Hillegom, Noordwijkerhout, Lisse, Teylingen i Oegstgeest.